# Sapouy
Sapouy är en provinshuvudstad i Burkina Faso.   Den ligger i provinsen Province du Ziro och regionen Centre-Ouest, i den centrala delen av landet, 90 km söder om huvudstaden Ouagadougou. Sapouy ligger 336 meter över havet och antalet invånare är 3 837.
Terrängen runt Sapouy är platt. Runt Sapouy är det glesbefolkat, med 16 invånare per kvadratkilometer.. Sapouy är det största samhället i trakten.
Omgivningarna runt Sapouy är en mosaik av jordbruksmark och naturlig växtlighet.